# Legend pour violon et piano
Pour les articles homonymes, voir Legend.
La Legend est une œuvre de musique de chambre pour violon et piano du compositeur britannique Arnold Bax, écrite en 1915.

## Contexte
Pendant la Première Guerre mondiale, en plus de la deuxième sonate pour violon et des deux nouveaux mouvements de sa première sonate, Arnold Bax écrit deux pièces substantielles en un seul mouvement, la Legend en 1915 et la Ballad de 1916. La première reflète les premiers mois de la guerre, tandis que la seconde représente probablement la tragédie inattendue de l'insurrection de Pâques à Dublin en mars 1916. On ne sait pas si la Ballad a été jouée par Winifred Small, sa dédicataire, avec Harriet Cohen, lors du concert au cours duquel elles ont interprété la Legend pour la première fois à l'Aeolian Hall de Londres, le 28 juin 1916.

## Analyse
La Legend pour violon et piano est achevée en février 1915. De caractère élégiaque, mais d'une expression de plus en plus concentrée, elle constitue la première reconnaissance musicale par Arnold Bax de ce qu'il appelait « l'horreur de cette époque » (« the horror of that time »). Pourtant, à l'exception du climax final avec ses accords de piano martelés, il n'y a pas de musique de bataille, de drame ou d'horreur manifeste dans cette partition endeuillée, le compositeur préférant donner un chant de deuil. Vers la fin, l'écriture est semblable à celle de la deuxième sonate. Il est intéressant de se rappeler que dans son poème The Guest House, Arnold Bax, qui ne s'est jamais engagé, écrit de manière très vivante qu'il a été « colocataire de la vieille mort osseuse » (« house-mate with old bony Death »).

## Discographie
- Violin Sonatas, Vol. 2 (No. 2, Sonata in F Major), Laurence Jackson (violon), Ashley Wass (piano), Naxos, 8.570094, novembre 2007